# ستيف ألفورد
ستيف ألفورد (بالإنجليزية: Steve Alvord)‏ هو لاعب كرة قدم أمريكية أمريكي، ولد في 2 أكتوبر 1964.

## وصلات خارجية
- ستيف ألفورد على موقع مرجع كرة القدم المحترفة.كوم (الإنجليزية)